# Groningen Seaports

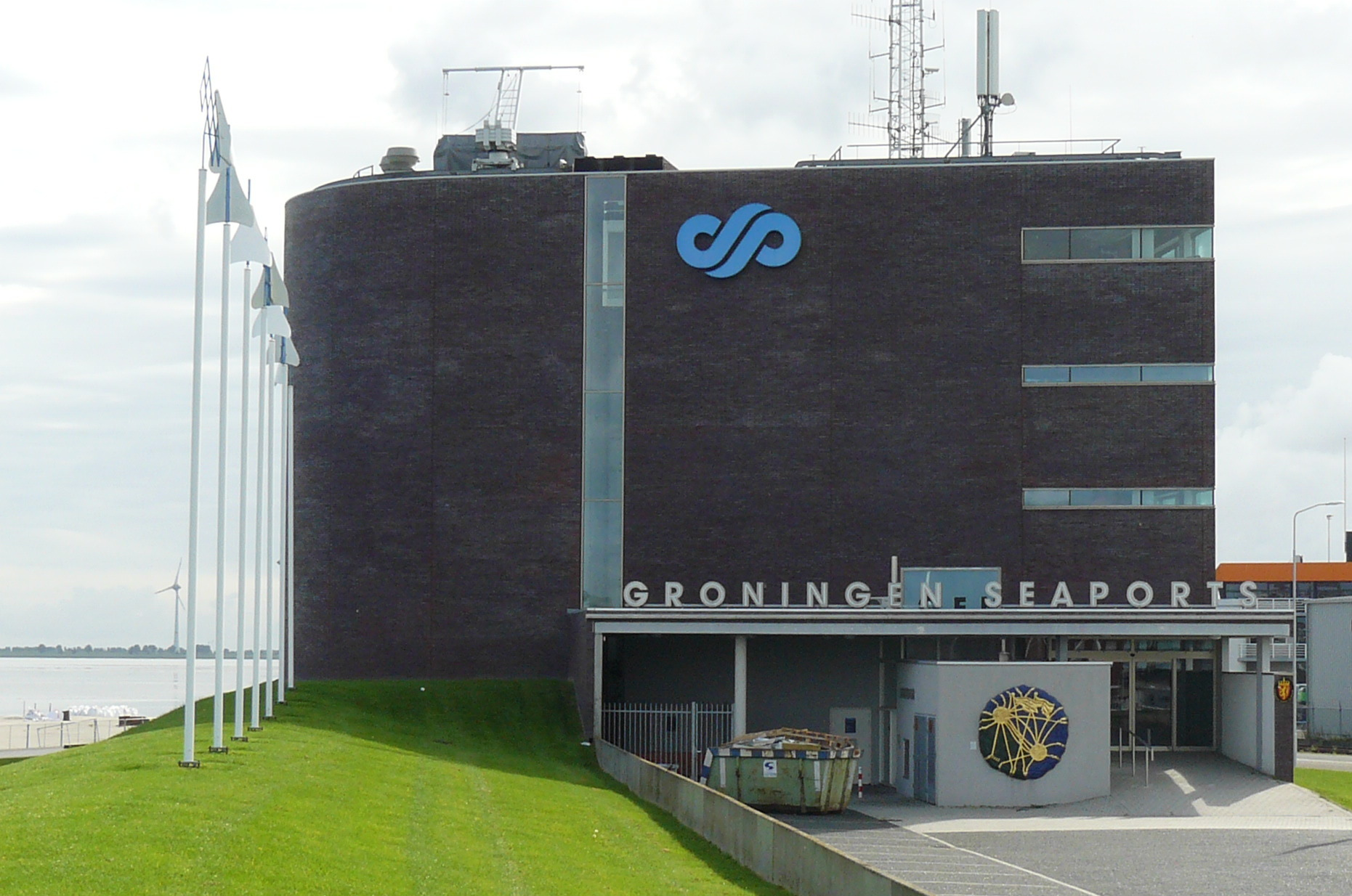
Het hoofdkantoor van Groningen Seaports aan de Handelskade Oost te Delfzijl

Het havenschap Groningen Seaports (GSP), vanaf de oprichting in 1958 tot 1997 Havenschap Delfzijl genoemd, is het openbaar lichaam dat het beheer voert over twee zeehavens in de Nederlandse provincie Groningen: de haven van Delfzijl en de Eemshaven, met de aangrenzende industriegebieden.
Tevens omvat Groningen Seaports twee in de gemeente Eemsdelta gelegen binnenhavens: de Farmsumerhaven en de Oosterhornhaven.

## Geschiedenis

Wapen van Havenschap Delfzijl

De organisatie kent als beheerder van de zeehaven Delfzijl een lange voorgeschiedenis. Tot 1819 was het beheer van de haven en zeewerken van de vesting Delfzijl in handen van de rijksoverheid. Tussen 1820 en 1897 had de gemeente Delfzijl het beheer over de haven van Delfzijl. De kleine gemeente kreeg voor het onderhoud gelden van het rijk, maar kon het uiteindelijk niet bekostigen. Daarop nam het rijk het beheer weer over en begon met een grootschalige uitbreiding van de havenwerken.
Na discussie over de vraag bij wie het beheer moest liggen, werd het havenbedrijf in 1911 overgedragen aan de provincie Groningen onder de naam 'Provinciaal Havenbedrijf'. Nadat er zout was gevonden onder de bodem van Heiligerlee en Tranendal, ontstond een omvangrijke industriële ontwikkeling in de haven van Delfzijl, die leidde tot een nieuwe, slagvaardiger organisatie waarmee beter op de ontwikkelingen kon worden ingespeeld: het 'Havenschap Delfzijl'. Deze organisatie, opgericht in 1957,  was voor 50% in handen van het rijk, voor 30% van de provincie en voor 20% van de gemeente Delfzijl.
Daarop startte de omzetting van de Oosterhoek tot een grootschalig havencomplex, waarvoor de dorpen Oterdum, Heveskes en uiteindelijk ook Weiwerd van de kaart moesten verdwijnen. Borgsweer ontsprong de dans. De ontwikkeling verliep voorspoedig, waarop door het rijk en het havenschap de aanzet werd gegeven tot de aanleg van een nog grotere haven, de Eemshaven. De oliecrisis van 1973 gooide echter roet in het eten en de haven bleef lange tijd grotendeels leegstaan. Ook in de Oosterhoek, op de plek waar de drie gesloopte dorpen hadden gestaan, bleef de geplande industrialisatie achterwege. In de jaren 1980 ging het grondbedrijf van het havenschap daarop failliet en ontstond een discussie over de vraag wie de schulden van meer dan 220 miljoen gulden moest betalen. De rijksoverheid zocht ondertussen naar een manier om uit de organisatie te stappen. Nadat het kabinet-Lubbers II twee derde van de schulden voor zijn rekening nam, droeg de gemeente Hefshuizen (opgericht om de haven heen) het publiekrechtelijk eigendom over aan de haven.
In 1997 stapte de rijksoverheid geheel uit het havenschap en trad de gemeente Eemsmond (opvolger van Hefshuizen) toe als partner, waardoor de organisatie in handen kwam van de provincie en de gemeenten Delfzijl en Eemsmond. Sinds dat jaar wordt ook de naam Groningen Seaports gevoerd.

## Resultaten
De laatste jaren groeiden de omzet en de winst van het havenbedrijf, met name door het alsnog vollopen van de Eemshaven met bedrijvigheid. Deze is vooral aan energie gerelateerd.
Groningen Seaports verwerkte in 2020 meer dan 10 miljoen ton vracht. Deze bestond voor ongeveer de helft uit mineralen, zoals zout, kalksteen en zand en voor een kwart uit olieproducten en chemicaliën. Ruim 8000 schepen, min of meer gelijk verdeeld over zee- en binnenvaartschepen, deden de havens aan. In 2020 bereikte het bedrijf een record omzet van ruim € 90 miljoen en een winst van € 32,5 miljoen. De hoge omzet was vooral een gevolg van de hoge gronduitgifte zowel verkoop als erfpacht. De nettowinst werd verder verhoogd door een eenmalige belastingbate van € 18 miljoen, dit is het resultaat van een afspraak met de belastingdienst omdat vanaf 1 januari 2017 Groningen Seaports vennootschapsbelasting over het resultaat moet betalen. Het totaal aan ontvangen havengelden was net geen € 8 miljoen in 2020.
Hieronder een historisch overzicht van belangrijke cijfers.
| Omschrijving                 | 2005   | 2010   | 2011   | 2012   | 2013   | 2014   | 2015   | 2016   | 2017   | 2018   | 2019   | 2020   |
| ---------------------------- | ------ | ------ | ------ | ------ | ------ | ------ | ------ | ------ | ------ | ------ | ------ | ------ |
| Terreinuitgifte (in ha)      | 19,1   | 25,4   | 28,9   | 5,7    | 13,3   | 50,6   | 4,4    | 38,3   | 13,4   | 33,9   | 6,4    | 62,5   |
| Goederenoverslag (*1000 ton) | 7.101  | 7.622  | 8.052  | 8.705  | 7.289  | 10.113 | 11.428 | 11.700 | 12.456 | 13.750 | 12.700 | 10.300 |
| Passagiersbewegingen (*1000) | 327    | 371    | 362    | 373    | 383    | 398    | -      | -      | -      | -      | -      | -      |
| Omzet (€ miljoen)            | 11,691 | 36,956 | 23,736 | 28,239 | 35,421 | 51,242 | 35,732 | 51,040 | 45,548 | 41,133 | 33,882 | 90,212 |
| Winst (€ miljoen)            | 0,827  | 13,288 | 0,063  | 1,586  | 1,036  | 2,691  | 3,550  | 12,176 | 8,375  | 1,558  | 0,460  | 32,553 |
| Werknemers                   | 66     | 88     | 90     | 90     | 86     | 83     | 84     | 77     | 81     | 88     | 83     | 83     |

In totaal heeft het havenbedrijf 2900 ha onder beheer, hiervan is 600 ha nog uit te geven. Het havenbedrijf telt zelf 83 medewerkers, maar de 159 bedrijven die op de terreinen actief telden in 2020 zo'n 6870 werknemers. Bedrijven die indirect afhankelijk zijn van de haven en de gevestigde bedrijven bieden nog eens werk aan 6100 personen.

## Deelnemingen
Groningen Seaports heeft al langere tijd belangen in twee deelnemingen, Fivelpoort, een bedrijvenpark te Appingedam en Groningen Railport, een railterminal te Veendam waarin het een belang heeft van 66%. In 2020 zijn daar bijgekomen Zonnepark Valgenweg BV te Delfzijl (aandelenbelang: 25%), Sunports Delfzijl BV te Rotterdam (49%) en Helios Eemshaven BV te Eemshaven (20%).

## Derivatenverliezen
In 2013 werd bekend dat Groningen Seaports voor honderden miljoenen euro's aan riskante financiële derivaten had afgesloten. Men had rentecontracten afgesloten zonder dat daar leningen tegenover stonden. Door de lage rente leidde dit tot speculatieverliezen van 12 miljoen euro aan kosten plus ruim 20 miljoen als onderpand, die jarenlang buiten de boeken waren gehouden. Voorlopig bestaan deze verliezen alleen op papier.